# زیبای نو
زیبای نو (نام علمی: Colobura annulata) پروانه‌ای است در سرده فرچه‌پایان آمریکایی که در کالیفرنیا، تگزاس و شمال آمریکای جنوبی پراکنده هستند. پهنای بال جلویی این پروانه ۳۶ میلی‌متر است.